# Le Fou (roman)
Pour l’article homonyme, voir Le Fou.
Le Fou est un roman de Raffi (de son vrai nom Hakob Mélik Hakobian, 1835-1888). Écrit au XIXe siècle, il raconte les massacres d'Arméniens pendant la guerre russo-turque de 1877-1878, et leur vie quotidienne de l'époque. L'écrivain Raffi est, notamment avec ce roman, une des figures centrales de la littérature arménienne.

## Histoire

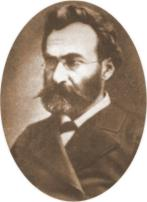
L'écrivain Raffi

Dans un contexte de guerre (guerre russo-turque), le roman, comme une sorte de « fresque épique », décrit non seulement les massacres d'Arméniens, mais aussi la vie quotidienne, jalonnée de coutumes, de mœurs, etc des arméniens d'Anatolie. Il met en scène différents personnages comme Vartan, appelé « le Fou », son amie Lala, Monsieur Doudoukdjian, le patriarche Katcho, etc., et nous raconte les menaces subies par ces habitants. La fin est renversante.

## Citations
Voici quelques citations et proverbes arméniens du livre :
« Le Fou fit rouler une pierre dans le fossé, cent sages réunis ne purent la déloger ».
« Pendant que le sage réfléchit, le fou traverse la rivière ».
« Du fou, juste est la réponse ».

## Éditions
Le livre est disponible aux éditions Bleu autour, traduit de l'arménien par Mooshegh Abrahamian et publié en 2006.